# Mylinek
Mylinek – jezioro w woj. wielkopolskim, w powiecie szamotulskim, w gminie Wronki, leżące na terenie Kotliny Gorzowskiej.

## Opis
Wody jeziora są połączone rowem odpływowym z jeziorem Pakawskim.

## Dane morfometryczne
Powierzchnia zwierciadła wody według różnych źródeł wynosi od 3,6 ha do 5,7 ha (lustra wody i ogólna).
Zwierciadło wody położone jest na wysokości 43,3 m n.p.m.

## Hydronimia
Według spisu opracowanego przez Komisję Nazw Miejscowości i Obiektów Fizjograficznych (KNMiOF) nazwa tego jeziora to Mylinek W różnych publikacjach i na mapach topograficznych jezioro to występuje pod nazwą Małe.